# ۲۶ جمادی‌الاول
۲۶ جمادی‌الاول، بیست و ششمین روز از ماه جمادی‌الاول در تقویم هجری قمری است.
در تقویم هجری قمری قراردادی این روز صد و چهل و چهارمین روز سال است.

## درگذشتگان
- ۱۳۵۵ - میرزای نائینی مرجع تقلید شیعه.